# Volaticotherium
A Volaticotherium az emlősök (Mammalia) osztályának az Eutriconodonta rendjébe, ezen belül a Triconodontidae családjába tartozó nem.

## Előfordulása
A Volaticotherium a középső jura és a késő jura korszakok határának idején élt, ott ahol ma Belső-Mongólia Autonóm Terület van. Ezelőtt 164 millió (plusz/mínusz 4 millió) éve élt. Ebből a fosszilis emlősnemből eddig csak egy faj került elő, az úgynevezett Volaticotherium antiquum Meng et al., 2006.
Az eddig egyetlen Volaticotherium maradványt a Ningcheng megyei Tiaojishan Formation-ban találták meg. A felfedezést a „Nature” című folyóiratban jelentették be először.

## Megjelenése
Ez az ősemlős konvergens evolúciót mutat a mai repülőmókusokkal (Pteromyini), hiszen amint a modern állatoknak, úgy a Volaticotheriumnak is a végtagjait, valamint a farkát repülőhártya kötötte össze; emiatt feltehetőleg siklórepülésre volt képes. A testét és a repülőhártyáját vastag bunda fedte. A végtagjai a fákon való élethez alkalmazkodtak.
Fogazata a rovarokkal való táplálkozásáról árulkodik.

## Rendszerezése és a rokonai
Mivel korának igen különleges állata volt az őslénykutatók először külön, önálló családba (Volaticotheriidae) és rendbe (Volaticotheria) sorolták be. 2007-ben Zhe-Xi Luo miután filogenetikus vizsgálatot végzett a maradványon, a Volaticotheriumot besorolta az eutriconodonták közé; ezt 2011-ben, illetve 2012-ben  Leandro C. Gaetano és Guillermo W. Rougier őslénykutatók is megerősítették.
A Volaticotherium az Argentoconodonnal és az Ichthyoconodonnal együtt alkotják az Alticonodontinae alcsaládot.

## Felfedezésének jelentősége
E mezozoikumi állat felfedezése 70 millió évvel hosszabbította meg a siklórepülő emlősök történetét. Továbbá arról is tanúskodik, hogy már a mezozoikumban milyen változatos volt az emlősök csoportja.
Korábban úgy vélték, hogy a dinoszauruszok idején az emlősök és emlősszerűek üreglakó lények voltak, amelyek csak igen ritkán merészkedtek a felszínre. De a Volaticotherium, továbbá a tatuszerű Fruitafossor, a dinoszauruszokkal táplálkozó Repenomamus és a hódszerű Castorocauda állatoknak köszönhetően ez a vélemény már aligha érvényes.

## Fordítás
- Ez a szócikk részben vagy egészben  a   Volaticotherium című angol Wikipédia-szócikk ezen változatának fordításán alapul.  Az eredeti cikk szerkesztőit annak laptörténete sorolja fel. Ez a jelzés csupán a megfogalmazás eredetét és a szerzői jogokat jelzi, nem szolgál a cikkben szereplő információk forrásmegjelöléseként.